# Istituto internazionale di studi liguri
L'Istituto internazionale di studi liguri è un edificio civile e storico di Bordighera, in provincia di Imperia, situato in via Romana al civico 39. L'edificio ottocentesco una volta ospitava l'Hotel Scandinavia.

## Storia

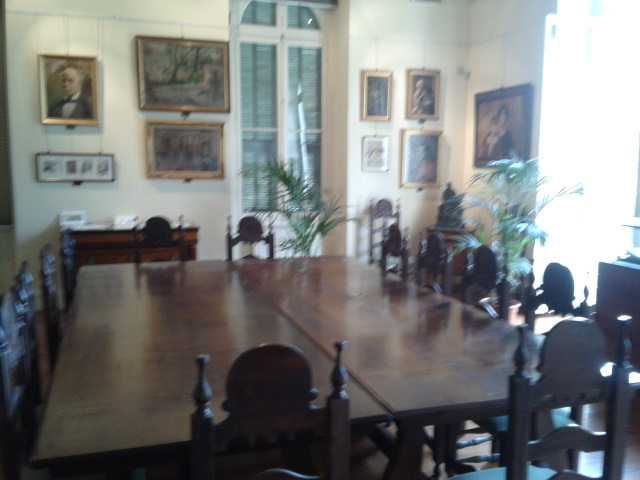
L'interno dell'istituto

La nascita dell'Istituto internazionale di studi liguri si deve al sodalizio fra Margaret Berry e Nino Lamboglia. All'inizio c'era il museo e biblioteca Clarence Bicknell creato da Clarence Bicknell nel 1888. Quando Bicknell morì nel 1918, lasciò il museo al comune di Bordighera che decise di dargli una nuova destinazione. I nipoti di Bicknell, Margaret e Edward Elhanan Berry lottarono per mantenere il museo intatto e dopo cinque anni ottennero una rinuncia ufficiale del comune. Fu così che, nel 1924, il museo fu trasformato in ente morale autonomo e, grazie a Berry, le sue collezioni, all'epoca legate essenzialmente alla botanica ed alla preistoria, si ampliarono anche all'arte, alla storia e alle tradizioni locali.
Il 1932 è una data importante perché mentre Berry moriva a Roma, ad Albenga nasceva la prima associazione storica della riviera la Società Storico-Archeologica Ingauna e Intemelia, chiamata così in riferimento ai Liguri ingauni e intemelii originari delle zone di Albenga e Ventimiglia. Margaret fu una dei primi soci aderenti e di comune accordo con il professore Lamboglia fissò la sede dell'associazione presso il museo Bicknell. Margaret fu costretta a partire a causa dell'arrivo del fascismo che considerava gli inglesi persone non grate. Sembra che il giorno della partenza tutta la città fosse presente per rendere omaggio a coloro che furono fra i più grandi benefattori di Bordighera.
La trasfusione della Società Storico-Archeologica Ingauna e Intemelia nell'Istituto di studi liguri avvenne intorno al 1937 ed il professor Nino Lamboglia ne divenne il responsabile. Nel 1947 si aggiunge l'epiteto "internazionale", con l'obiettivo di rinsaldare la cooperazione fra gli studiosi della costa italo-francese.
L'istituto è infatti un'associazione con finalità culturali volta alla valorizzazione e allo studio della storia della Liguria e di tutte le regioni costiere del Mediterraneo che furono originariamente popolate dai Liguri.
Presenta attualmente ventuno sezioni, di cui sedici in Italia, tre in Francia e due in Spagna. In Italia è particolarmente attivo in Liguria, Piemonte, Lombardia e Toscana nord-occidentale (nelle regioni pressoché corrispondenti con i territori anticamente popolati dai Liguri); in Francia è particolarmente attivo nella valle del Rodano e in generale nel sud del paese, entro i confini dell'antica Gallia Narbonense.
L'Istituto organizza regolarmente congressi e convegni internazionali.
L'Istituto possiede anche una pregevole collezione di quadri di Pompeo Mariani, Hermann Nestel, Friederich von Kleudgen e altri artisti oltre a mobili provenienti dagli arredi di villa Hanbury.

### Pubblicazioni
L'Istituto ha edito un buon numero di monografie e di riviste, fra cui la Rivista di studi liguri, organo internazionale, ed altre pubblicazioni minori specificamente italiane o francesi. Dal 2003 ha iniziato la pubblicazione di una nuova rivista, Ligures, che ha sostituito alcune riviste edite da singole sezioni dell'Istituto, e che consiste in un unico tomo annuale.

#### Giornale Storico della Lunigiana e del Territorio Lucense
Il Giornale Storico della Lunigiana e del Territorio Lucense è una pubblicazione della Sezione Lunense dell'Istituto Internazionale di Studi Liguri a carattere scientifico, volta alla promozione e pubblicazione di atti di convegno, scavi archeologici, ricerche di carattere storico, archivistico, archeologico e artistico, che riguardano il territorio oggi diviso fra più regioni, ma pur sempre corrispondente alla Lunigiana storica, discendente dall'antica diocesi di Luni.
La rivista fu fondata alla Spezia nel 1909 da Achille Neri e Ubaldo Mazzini per raccogliere la tradizione di precedenti pubblicazioni periodiche, la prima delle quali stampata a Genova nel 1874, sotto l'egida della Società Ligure di Storia Patria. Fu continuata poi sotto la direzione dello stesso Mazzini e di Giovanni Sforza fino al 1923. È rinata come nuova serie nel 1950 quale organo della Sezione Lunense, appena costituitasi in seno all'Istituto Internazionale di Studi Liguri, con la direzione di Ubaldo Formentini. Guidata dal comitato di redazione per quasi un ventennio dopo la morte dello studioso, avvenuta nel 1958, la sua direzione fu affidata nel 1977 ad Augusto C. Ambrosi, con Ferruccio Battolini quale direttore responsabile, dal 2003 a Eliana M. Vecchi.

## Galleria d'immagini

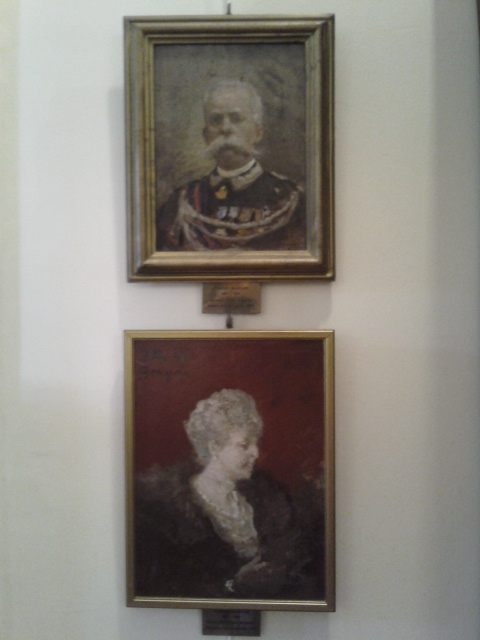
Ritratti del re Umberto I e della regina Margherita, dipinti da Pompeo Mariani
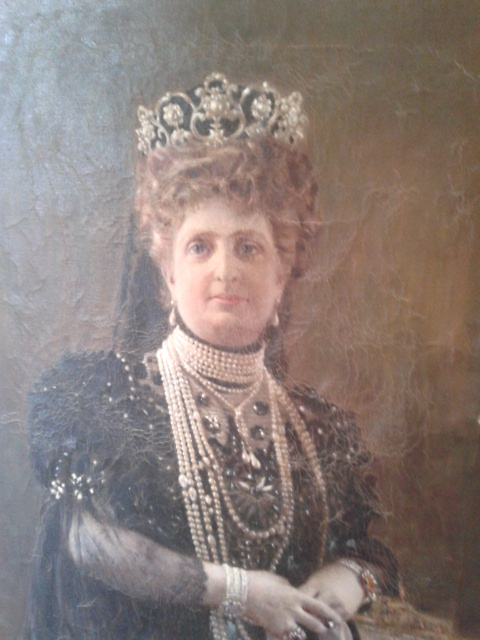
Ritratto della regina Margherita